# Palhaça
Palhaça é uma vila portuguesa sede da Freguesia de Palhaça do Município de Oliveira do Bairro, freguesia com 10,15 km² de área e 2664 habitantes (censo de 2021), tendo, assim, uma densidade populacional de 262,5 hab./km².
A povoação de Palhaça foi elevada à categoria de vila em 31 de julho de 2003.

## Geografia
Palhaça fica situada no extremo noroeste do município de Oliveira do Bairro e a 11 km da cidade que é a sede do município; assenta sobre uma espécie de pequeno planalto, fertilíssimo sob o ponto de vista agrícola, para o qual se sobe por todas as estradas de acesso, à excepção do sul que a faz comunicar imediatamente com o centro da Bairrada. O Presidente de Junta em funções no mandado 2021 - 2025 é o Luís Miguel Barros, Secretária, Catarina Pereira, e Tesoureiro, Carlos Santos.
Dista 15 quilómetros de Aveiro, sede do distrito, da diocese e comarca, e 45 quilómetros de Coimbra com que está mais do que uma vez por dia em comunicação.
Além da boa estrada que a atravessa de norte a sul, pondo em contacto as duas cidades indicadas, outra a corta no sentido nascente-poente, ligando a formosa cidade de Águeda, nas faldas do Caramulo, à ribeirinha vila de Vagos. A separar a freguesia da Palhaça da de Nariz, mas pelo lado de Vila Nova, estende-se uma deleitosa depressão, cheia de viço de cor a que chamamos a Vale do Ribeirinho.
Para o lados de Oiã, entre Vila Nova e os pinhais de Águas-Boas, estendem-se os Vales da Adioga e de Canas (Balcanas). Para o poente, entre a Palhaça e a Carregosa, estendem-se os Barros, plantados a vinha, e a Gandra das Masseiras.
A freguesia da Palhaça tem como orago S. Pedro e dela fazem parte os seguintes lugares: Palhaça, Vila Nova, Pedreira (parte da freguesia de Oiã), Carregais, Chousa, Fonte de bebe e vai-te (Fonte da Baita), Roque (parte da freguesia de Nariz), Val do Rato, Rebolo, Arieiro, Albergue, Tojeira.
Foi transferida em 04/12/1872 para o concelho de Aveiro, voltando, por decreto de 13/01/1898, a fazer parte do concelho de Oliveira do Bairro.

## Demografia
A população registada nos censos foi:
| Distribuição da População por Grupos Etários | Distribuição da População por Grupos Etários | Distribuição da População por Grupos Etários | Distribuição da População por Grupos Etários | Distribuição da População por Grupos Etários |
| -------------------------------------------- | -------------------------------------------- | -------------------------------------------- | -------------------------------------------- | -------------------------------------------- |
| Ano                                          | 0-14 Anos                                    | 15-24 Anos                                   | 25-64 Anos                                   | > 65 Anos                                    |
| 2001                                         | 379                                          | 320                                          | 1214                                         | 417                                          |
| 2011                                         | 406                                          | 281                                          | 1366                                         | 574                                          |
| 2021                                         | 379                                          | 242                                          | 1379                                         | 664                                          |

## Património
- Igreja de São Pedro (matriz)
- Dois cruzeiros
- Coreto na Praça de São Pedro
- Igreja Velha
- Museu de São Pedro da Palhaça
- Capela do Senhor dos Aflitos

## Equipamentos
- Agrupamento de Escuteiros 970 - CNE
- Campo de Formação Padre Horacio Cura - Agrupamento de Escuteiros 970
- ADREP ;
- Centro Social Paroquial S. Pedro